# Los Van Van
 (juillet 2012).
Si vous disposez d'ouvrages ou d'articles de référence ou si vous connaissez des sites web de qualité traitant du thème abordé ici, merci de compléter l'article en donnant les références utiles à sa vérifiabilité et en les liant à la section « Notes et références ».
Los Van Van est un groupe musical de Cuba, créé par le bassiste Juan Formell en 1969, ancien membre de l'orchestre d'Elio Reve, qui sera rejoint par un autre membre de cet orchestre, Cesar "Pupy" Pedroso.
Changuito, percussionniste du groupe, a inventé le rythme appelé songo qui évoluera vers la timba, qui est le principal style musical que joue actuellement Los Van Van. La structure de base du groupe est celle de la charanga, mais modernisée avec l'ajout de trombones, guitare et basse électrique, synthétiseur et batterie.
Los Van Van a toujours été une école vedette de la musique cubaine. La presse argentine les a surnommés « les Rolling Stones de la salsa ».
Ils ont joué avec Rubén Blades à l'Olympia (Paris) en 1972, participé au Playboy Jazz Festival en 1997 et 1998.
Musiciens

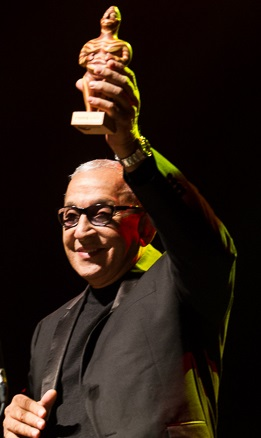
Juan Formell (2013)

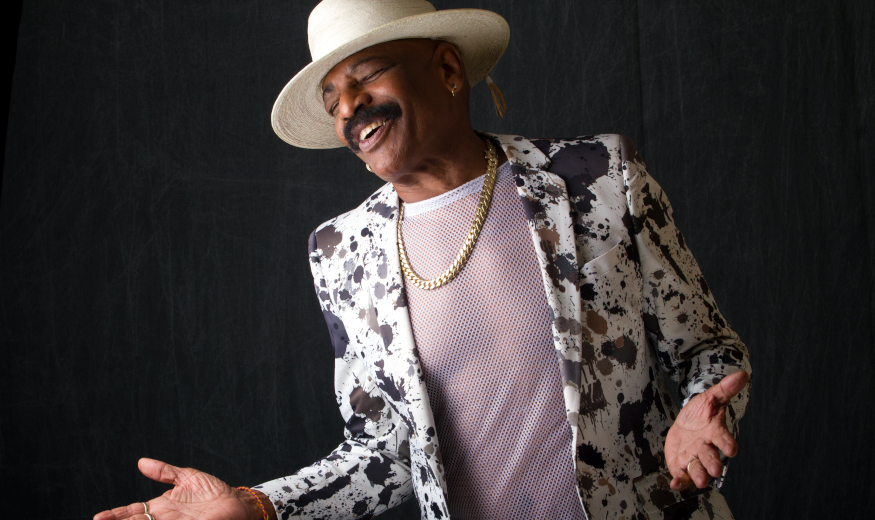
Pedrito Calvo

- Juan Formell (directeur et basse) : il est mort le 1er mai 2014.
- Cesar "Pupy" Pedroso (piano); il quitte le groupe en 2001 pour fonder son propre orchestre, Pupy y Los que Son, Son
- Jose Luis Quintana "Changuito" (timbales)
- Pedro "Pedrito" Calvo (chant) : il quitte le groupe en 2000.
- Mario "Mayito" Rivera (chant) : il intègre le groupe en 1992
- Mario Valdes (chant)
- Miguel "Lele" Rasalps (chant)
- Abdal "Lele" Rasalps (chant)
- Roberto Hernandez "Roberton" (chant, ex-Pachito Alonso y sus Kini Kini)
- Yenisel "Yenny" Valdes (chant, ex-NG La Banda) : elle quitte le groupe en 2017
- Samuel Formell (batterie) : il intègre le groupe en 1995, et dirige le groupe depuis 2004, après la mort de son père Juan Formell
- Vanessa Formell (chant) : elle intègre le groupe en 2017, à la suite du départ de Yenny
- Boris Luna (claviers)
- Roberto Carlo Rodriguez (piano)
- Alvaro Collado (trombone)
- Hugo Morejon (trombone)
- Edmundo Piña (trombone)
- Geraldo Miro (violon)
- Irvin Frontela (violon)
- Jesus Linares (violon)
- Pedro Fajardo (violon)
- Jorge Leliebre (flûte)
- Manual Navarrera (congas)
- Julio Norona (güiro)
- Juan-Carlos Formell (basse) : il intègre le groupe en 2014 pour remplacer son défunt père et meurt le 26 mai 2023[3],[4]

Ángel Bonne a chanté pendant un temps avec le groupe.

## Discographie
- 1994 : Lo último en Vivo (Trois disques de platine) (+ compilation "25 años de Juan Formell y Los Van Van", disque d'or)
- 1995 : De Cuba, inclus Por Encima del Nivel (Sandungera)

- Live In America (2003), enregisré au Miami Arena
- Concierto Karl Marx Theater (2004)

### Autres titres
- Vive (2004), un morceau composé par Juan Formell pour le ministère de la santé cubain pour promouvoir l'utilisation du préservatif dans la lutte contre le SIDA.
- Amiga Mia (2016), intégré à l'album de 2018, El Legado

### Participations
- Ganja (Remix) Lio ft. Los Van Van (1997), initialement pour l'album jamais paru Picante (French Pop Goes Salsa).
- Si la muerte pisa mi huerto sur la compilation Cuba le canta a Serrat Volume 2 (2007) en hommage au chanteur catalan Joan Manuel Serrat.
- Proposiciones : Pablo Milanés ft. Juan Formell Y Los Van Van
- El Cuarto De Tula : Diogo Nogueira  ft. Los Van Van sur l'album Ao Vivo Em Cuba (2012)
- Yo Necesito : Pedro Brull Ft. Los Van Van (2012)
- Cubanos : Issac Delgado ft. Formell y los Van Van (2017)
- Para Siempre sur l'album Fiesta Gigante (2017)
- La Enfermedad : Joel Miranda ft. Samuel Formell y los musicos de Los Van Van (2018)
- De Monte y ciudad : Liuba María Hevia y Los Van Van (2018)
- Recuérdalo : Yanela Brooks ft. Formell y Los Van Van (2019)
- Pa' Los Mayores y Los Van Van, Maykel Blanco y su Salsa Mayor feat. Los Van Van (2020)
- Qué decir del dolor : Idania Valdés ft. Los Van Van (2021)
- Remenea : Seo Fernandez feat Los Van Van (2021)
- Espiral : Son Dos, Los Van Van, Lizt Alfonso (2022)
- Bailando con Los Van Van : Son Dos, Los Van Van (2024)
- Te Gusta, Afro 23 ft. Los Van Van (2025)
- Chacha, Wampi & Los Van Van  (2025)